# Abnorme Schwerkraft
Der Begriff Abnorme Schwerkraft findet bei ärztlichen Befunden oder Gutachten Verwendung, wenn Krankheiten oder Verletzungen im Katalog ICD-10 der Weltgesundheitsorganisation (WHO) nach Code W49 klassifiziert werden können. Im Original-Katalog ICD-10 wird dieser Begriff als abnormal gravitational [G] forces bezeichnet. Dabei wird die Klasse W49 als Exposition gegenüber sonstigen oder nicht näher bezeichneten unbelebten mechanischen Kräften, inkl. abnorme Schwerkraft beschrieben und ist dort im Kapitel XX Äußere Ursachen von Morbidität und Mortalität zu finden. In der deutschen Modifikation ICD-10-GM lautet der Code W49.9.

## Beschreibung
Die normale Schwerkraft ist die auf die Masse bezogene Gewichtskraft eines Körpers auf der Erdoberfläche. Jede Abweichung von diesem Wert wird als abnorme Schwerkraft bezeichnet. Geringere Abweichungen, wie sie in Abhängigkeit über dem Meeresspiegel und bezüglich geographischer Breiten auftreten, können hierbei vernachlässigt werden. Im Sinne der ICD kommt demnach nur künstlich erzeugte Schwerkraft in Frage, die bei von der Erdbeschleunigung stark abweichenden Beschleunigungen entsteht.
In der Physik findet Abnorme Schwerkraft als Begriff keine Anwendung.

## Auftreten
Bei Achterbahnfahrten sind maximal fünffache Erdbeschleunigungen für Bruchteile von Sekunden erlaubt. Dabei werden bereits Beeinflussungen des Blutkreislaufs deutlich. Diese Größenordnungen werden auch während des Starts von Raumfähren erreicht, jedoch wirken sie hier für mehrere Minuten auf den Körper ein. Auf solche Belastungen sind die Piloten entsprechend trainiert worden, sie unterziehen sich regelmäßig medizinischen Tauglichkeitsuntersuchungen. Bis zu neunfache Erdbeschleunigung erreichen Kampfjets wie der Eurofighter im Kurvenflug. Solche körperlichen Belastungen werden in dafür speziell konstruierten Zentrifugen trainiert.

## Auswirkungen
Die fünffache Erdbeschleunigung zum Beispiel kann bereits wichtige Körperfunktionen deutlich beeinträchtigen, besonders den Blutkreislauf. Eine längere Einwirkung dieser Beschleunigung kann durch die daraus resultierende Unterversorgung des Gehirns mit Sauerstoff zu Hirnschäden führen. Ohnmacht setzt bereits bei sieben- bis neunfacher Erdbeschleunigung ein. Diese Einwirkungen auf den menschlichen Körper sind akut lebensgefährlich, lassen sich aber trainieren.